# Danny Ramirez
Danny Ramirez (Chicago, 17 settembre 1992) è un attore statunitense.

## Biografia
Ramirez è nato a Chicago e cresciuto a Miami. È di origine colombiana e messicana. Ha frequentato la Miami Coral Park Senior High School. Crescendo voleva diventare un atleta e si è cimentato nel football americano e nel calcio. Dopo aver subito degli infortuni ha deciso di cambiare carriera. 

## Carriera
Nell'agosto 2018 è stato annunciato che sarebbe stato in Top Gun: Maverick , insieme a Tom Cruise. Nel 2021, Ramirez ha interpretato Joaquin Torres nella serie Disney+ The Falcon and the Winter Soldier, ambientata nel Marvel Cinematic Universe. Ruolo che riprende nel 2025 in Captain America: Brave New World e nel 2026 in Avengers: Doomsday.
Nel 2025 interpreta Manny nella seconda stagione della serie di HBO The Last of Us.

## Filmografia

### Cinema
- Assassination Nation, regia di Sam Levinson (2018)
- Tone-Deaf, regia di Richard Bates Jr. (2019)
- Lost Transmissions, regia di Katharine O'Brien (2019)
- The Giant, regia di David Raboy (2019)
- Silo, regia di Marshall Burnette (2019)
- Valley Girl, regia di Rachel Lee Goldenberg (2020)
- This Is Not a War Story, regia di Talia Lugacy (2021)
- No Exit, regia di Damien Power (2022)
- Top Gun: Maverick, regia di Joseph Kosinski (2022)
- Stars at Noon - Stelle a mezzogiorno (Stars at Noon), regia di Claire Denis (2022)
- Linee parallele (Look Both Ways), regia di Wanuri Kahiu (2022)
- Chestnut, regia di Jac Cron (2022)
- Captain America: Brave New World, regia di Julius Onah (2025)

### Televisione
- The Affair - Una relazione pericolosa – serie TV, episodio 2x01 (2016)
- Blindspot – serie TV, episodio 1x19 (2016)
- Orange Is the New Black – serie TV, episodio 5x08 (2017)
- The Gifted – serie TV, 3 episodi (2017)
- On My Block – serie TV, 4 episodi (2018)
- The Falcon and the Winter Soldier – serie TV, 5 episodi (2021)
- Tales of the Walking Dead – serie TV, puntata 1x06 (2022)
- Black Mirror – serie TV, episodio 6x04 (2023)
- The Last of Us – serie TV, 4 episodi (2025)

## Doppiatori italiani
Nelle versioni in italiano delle opere in cui ha recitato, Danny Ramirez è stato doppiato da:
- Federico Viola in The Falcon and the Winter Soldier, No Exit, Top Gun: Maverick, Tales of the Walking Dead, Captain America: Brave New World, The Last of Us
- Manuel Meli in Linee parallele
- Francesco Venditti in Black Mirror